# Gajówka Krzyżowa Wola
Gajówka Krzyżowa Wola – część miasta Starachowice. Leży przy lesie na południowym zachodzie miasta, przy jego granicy, u zbiegu ulic Łącznej i Wrzosowej.